# Combretum tanaense
Combretum tanaense är en tvåhjärtbladig växtart som beskrevs av J. J. Clark. Combretum tanaense ingår i släktet Combretum och familjen Combretaceae. Inga underarter finns listade i Catalogue of Life.